# Musée du livre Michel-Braibant
 (décembre 2019).
Le musée des Arts et Métiers du Livre de Montolieu a été créé à l'initiative de Michel Braibant, relieur et fervent bibliophile, il est situé dans le village de Montolieu dans l'Aude.

## Montolieu
En 1989, Michel Braibant, relieur à Carcassonne, a l'idée de lancer le projet de création d'un village du livre à Montolieu, en s'inspirant de celui de Hay-on-Wye au Pays-de-Galles, et celui de Redu en Belgique. Depuis, la commune est devenu en France, le village du livre et des arts graphiques.
On y trouve aujourd'hui une quinzaine de librairies, une galerie de bouquinistes, un musée des métiers et arts graphiques, des ateliers artisanaux (relieur, gravure, calligraphie, typographie...).

## Présentation du musée
Le musée retrace l'histoire du livre à partir de la naissance de l'écriture jusqu'à l'aventure de l'imprimerie : 
- la naissance de l'écriture, des pictogrammes aux alphabets, en passant par l'écriture cunéiforme et idéographique
- l'histoire des divers matériaux : tablettes d'argile des comptables sumériens, papyrus des scribes égyptiens, parchemin des moines-copistes et papier...
- l'aventure de l'imprimerie, des caractères mobiles en plomb imaginés par Gutenberg aux fondeuses de caractères, des presses à bras aux rotatives...
- les techniques et outils du relieur et du graveur

Le musée propose aussi de se pencher sur l'estampe et sur l'imprimerie d'aujourd'hui. 